# Coregonus alpinus
Coregonus alpinus är en fiskart som beskrevs av Fatio, 1885. Coregonus alpinus ingår i släktet Coregonus och familjen laxfiskar. IUCN kategoriserar arten globalt som livskraftig. Inga underarter finns listade i Catalogue of Life.